# Stanisław Lewocik
Stanisław Lewocik (ur. 11 stycznia 1937 w Justynowie) – polski agronom i działacz ludowy, poseł na Sejm PRL VI kadencji.

## Życiorys
Był rolnikiem indywidualnym w gospodarstwie rolnym, które odziedziczył po rodzicach. Ukończył zaoczne studia na Wydziale Rolniczym Szkoły Głównej Gospodarstwa Wiejskiego w Warszawie. Pracował jako agronom gromadzki w Czerwonce i agronom w Powiatowym Związku Kółek Rolniczych w Sokołowie. W latach 1953–1957 przewodniczył kołu Związku Młodzieży Polskiej w Justynowie oraz był członkiem zarządu gromadzkiego w Czerwonce. Od 1957 do 1960 był przewodniczącym koła Związku Młodzieży Wiejskiej w Justynowie. Był też zastępcą dyrektora Spółdzielni Kółek Rolniczych. Do Zjednoczonego Stronnictwa Ludowego wstąpił w 1961. Przez wiele lat był prezesem Gminnego Komitetu tej partii, zasiadał też w Powiatowym i w Wojewódzkim Komitecie.
Od początku lat 60. był radnym Gromadzkiej Rady Narodowej i Wojewódzkiej Rady Narodowej. Przez 10 lat pełnił funkcję przewodniczącego WRN. W WRN był też członkiem Komisji Ochrony Porządku i Bezpieczeństwa Publicznego WRN. W 1972 uzyskał mandat posła na Sejm PRL w okręgu Siedlce. Zasiadał w Komisji Handlu Zagranicznego. Przyczynił się do powstania drogi Justynów-Karolew. W 1989 kandydował bez powodzenia do Sejmu kontraktowego.
Bezpośrednio przed emeryturą pracował w Wojewódzkim Ośrodku Postępu Rolniczego w Siedlcach. Na emeryturze podjął współpracę z PGE Dystrybucja Oddział Warszawa. W 2016 otrzymał tytuł Honorowego Prezesa Zarządu Powiatowego Polskiego Stronnictwa Ludowego w Sokołowie Podlaskim.
Od 1960 żonaty z Ludwiną.

## Odznaczenia
- Brązowy Krzyż Zasługi
- Medal za Długoletnie Pożycie Małżeńskie